# Stuttgart Masters 2001
Lo Stuttgart Masters 2001 (precedentemente conosciuto anche come Eurocard Open) è stato un torneo di tennis giocato sul cemento indoor. È stata la 15ª e ultima edizione dello Stuttgart Masters, e faceva parte della categoria ATP Masters Series nell'ambito dell'ATP Tour 2001. Il torneo si è giocato alla Schleyerhalle di Stoccarda in Germania, dal 15 al 22 ottobre 2001.

## Campioni

### Singolare
Tommy Haas ha battuto in finale  Maks Mirny con il punteggio di 6–2, 6–2, 6–2

### Doppio
Maks Mirny /  Sandon Stolle hanno battuto in finale  Ellis Ferreira /  Jeff Tarango con il punteggio di 7–6(3), 6–3